# Grubenkraftwerk
Ein Grubenkraftwerk, auch Zechenkraftwerk, ist ein Kraftwerk, welches ein Bergwerk („Grube“, „Zeche“) mit Strom versorgt und/oder das seinen Brennstoff direkt aus einem Bergwerk erhält.
Das Grubenkraftwerk deckt den Eigenbedarf der Grube an Elektroenergie für Abbau, Förderung, Bewetterung, Wasserhaltung etc. sowie eventuell den Strom- und Prozesswärmebedarf weiterer angeschlossener Produktionsanlagen (z. B. Brikettfabriken, Kokereien, Hüttenwerke, …). Überschüsse können ins öffentliche Netz eingespeist werden.

## Grubenkraftwerkstypen
Technisch ist jede Art von Kraftwerk prinzipiell dazu geeignet, ein Bergwerk zu versorgen. In der Praxis finden sich aber überwiegend solche Typen, für die sich aus dem Verbundbetrieb von Kraftwerk und Grube ein wirtschaftlicher Vorteil ergibt:

### Kohlekraftwerke
Im gängigen Sinne wird der Begriff überwiegend für Kohlekraftwerke verwendet, die direkt an ein Kohlebergwerk angeschlossen ist und dessen Stromversorgung dient. Hier findet eine beidseitige Lieferung statt, denn im Gegenzug für den gelieferten Strom erhält das Kraftwerk seinen Brennstoff überwiegend aus der Grube. Meist haben Grube und Kraftwerk denselben Eigentümer/Betreiber, so dass kein Handel von Strom und Kohle stattfindet, sondern allenfalls eine interne Verrechnung vorgenommen wird (Vertikale Integration).
Kohlegrubenkraftwerke werden in der Regel in unmittelbarer räumlicher Nähe zur Grube errichtet, so dass der Transport der Kohle im Idealfall ohne aufwändiges Umladen auf Fahrzeuge allein über Stetigförderer wie Förderbandanlagen erfolgen kann. Seltener erfolgt ein Transport per Bahn oder andere Fahrzeuge.
Neben der Eigenbedarfsversorgung mit Elektroenergie hat ein Kohlegrubenkraftwerk bei Steinkohlegruben die wichtige Funktion, als Abnehmer für minderwertige Kohle der Grube zu dienen. Dies ist insbesondere die Ballastkohle aus der Kohlenwäsche sowie feinkörnige Bruchstücke (Grus, Kohlenklein, …), die bei der Förderung und Verarbeitung anfällt. Diese Kohle wäre auf dem freien Markt nur zu sehr niedrigen Preisen absetzbar. Aufgrund der minderen Qualität und/oder des geringen Heizwertes lohnt sich ein Transport über lange Strecken energetisch und wirtschaftlich nicht, eine direkte Verstromung vor Ort aber wohl. Ohne Grubenkraftwerk bleibt oft nur die Möglichkeit, die minderwertige Kohle als Abfall auf Bergehalden zu verwerfen.
Bei Braunkohlegruben ist es wegen des geringen Heizwertes der Kohle zwar normal, dass nahezu die gesamte Förderung des Bergwerks von einem direkt angeschlossenen Kraftwerk abgenommen wird. Die Bezeichnung „Grubenkraftwerk“ wird aber üblicherweise nur verwendet, wenn umgekehrt auch das Kraftwerk überwiegend der Versorgung der Grube und seiner angeschlossenen Anlagen (z. B. Veredlungsbetriebe) dient, was bei den wenigsten Braunkohlekraftwerken der Fall ist.

### Wasserkraftwerke
In einigen Fällen wurden alte Wasserkunstanlagen, die vormals zum Antrieb von Kunsträdern gedient hatten, mit der Elektrifizierung derart umgebaut, dass das Grubenwasser statt eines Kunstrades eine Turbine mit Generator zur Stromerzeugung antreibt.
Beispiel: Kaiser-Wilhelm-Schacht in Clausthal.

### Grubengaskraftwerk
In seltenen Fällen wird die Bezeichnung „Grubenkraftwerk“ als Kurzform von „Grubengaskraftwerk“ verwendet. Hierbei handelt es sich um Kleinkraftwerke, die Grubengas verbrennen. Hierzu siehe Grubengas#Energetische Nutzung.